# Helena Bergström
Pour les articles homonymes, voir Bergström.
Helena Bergström, née le 5 février 1964 à Kortedala (Göteborg), est une actrice et réalisatrice suédoise.

## Biographie
- Formation : Académie de théâtre de Stockholm (jusqu'en 1988)

### Vie privée
- Parents : Hans Bergström (sv) et Kerstin Widgren (sv)
- Conjoint : Colin Nutley
- Enfant : Molly Nutley (en)

## Filmographie

### Au cinéma

#### Actrice
- 1988 : Friends de Kjell-Åke Andersson : Bonnie
- 1988 : Råttornas vinter : Anita
- 1989 : 1939 : Berit
- 1989 : Les Femmes sur le toit : Anna
- 1989 : Ängel : Åsa
- 1990 : BlackJack : Ingrid Forsberg
- 1992 : Bel été pour Fanny : Fanny Zander
- 1993 : Pariserhjulet : Kickan
- 1993 : Sista dansen : Tove Särlefalk
- 1994 : Änglagård - Andra sommaren : Fanny Zander
- 1996 : Jägarna : Anna Sivertsson
- 1996 : Sånt är livet : Tin-Tin Matsson
- 1998 : Still Crazy : De retour pour mettre le feu : Astrid Simms
- 1998 : Under solen : Ellen Lind
- 2000 : Gossip : Stella Lindberg
- 2000 : Livet är en schlager : Mona
- 2001 : The Bomber : Annika Bengtzon
- 2003 : Paradiset : Annika Bengtzon
- 2004 : The Queen of Sheba's Pearls : Nancy Ackerman / Emily Bradley
- 2006 : Heartbreak Hotel : Elisabeth Staf, gynecologist
- 2008 : Angel : Angel
- 2010 : Änglagård - Tredje gången gillt : Fanny Zander
- 2011 : Någon annanstans i Sverige : Anneli
- 2014 : Medicinen (Effets désirables) : Johanna
- 2015 : En underbar jävla jul : Carina
- 2018 : Tårtgeneralen

#### Réalisatrice et scénariste
- 2007 : Se upp för dårarna
- 2009 : Så olika (uniquement réalisation)
- 2013 : Julie
- 2015 : En underbar jävla jul
- 2017 : Vilken jävla cirkus
- 2021 : Danse avec les queens (Dancing Queens)

#### Interprétation de chansons dans un film
- 2000 : Livet är en schlager (Främling, Bra vibrationer, Nu är det jul igen, Dansa i neon, Aldrig ska jag sluta älska dig)

### À la télévision (actrice)

#### Séries télévisées
- 1978 : Hem, ljuva hem : Nina Gustavsson
- 1982 : Time Out : Lena
- 1993 : Snoken : Monika
- 2015 : Le Quatrième Homme (Den fjärde mannen) : Stein
- 2016 : Spring Tide : Linn Magnusson
- 2017 : Missing : Maja Silver
- 2019 : Une si belle famille (Bröllop, begravning och dop (sv)) : Grace

#### Téléfilms
- 1988 : Det blir bättre i vår : Nurse
- 1988 : VD : Anna
- 1989 : Husbonden : Dora
- 2002 : Mrs Klein : Melitta Klein
- 2008 : Selma : Selma Lagerlöf
- 2011 : Gengångare : Fru Helene Alving

## Récompenses et distinctions
- 1990 : bourse Kurt Linders
- 2010 : médaille Litteris et Artibus